# Spilogona atricans
Spilogona atricans este o specie de muște din genul Spilogona, familia Muscidae. A fost descrisă pentru prima dată de Pandelle în anul 1899. Conform Catalogue of Life specia Spilogona atricans nu are subspecii cunoscute.